# 藤原曹司
藤原 曹司（ふじわら の そうし、天平宝字2年（758年） - 延暦12年（793年）11月）は奈良時代から平安時代前期にかけての女官。左大臣・藤原永手の娘で、家依の妹、雄依の姉、母は藤原良継の娘。光仁天皇夫人。名は曹子、巨曾子（あるいは曾子）とも表記される。

## 生涯
光仁朝の宝亀3年（772年）に無位から正四位上に叙せられる。宝亀8年（777年）に従三位に昇叙。同年8月に光仁天皇の夫人となるが、天皇との間に子は確認されていない。
桓武朝の延暦2年、（783年）桓武天皇の妃である藤原乙牟漏・藤原吉子とともに叙位が行われ、正三位に進んだ。平安遷都直前の延暦12年（793年）11月に薨去。享年36。文を好み、その才能があったという。

## 官歴
注記のないものは『続日本紀』による。
- 宝亀3年（772年）正月9日：正四位上
- 宝亀8年（777年）正月10日：従三位。8月11日：光仁天皇夫人
- 延暦2年（783年）2月5日：正三位
- 時期不詳：正二位（『尊卑分脈』による）
- 延暦12年11月：薨去(『一代要記』による）